# Clastobryophilum bogoricum
Clastobryophilum bogoricum är en bladmossart som beskrevs av Fleischer 1923. Clastobryophilum bogoricum ingår i släktet Clastobryophilum och familjen Sematophyllaceae. Inga underarter finns listade i Catalogue of Life.